# Мајцни
Мајцни (словен. Majcni, итал. Casali Maizzeni) је насељено место у општини Сежана, Обално-крашка регија, Словенија.

## Историја
До територијалне реорганизације у Словенији били су у саставу старе општине Сежана.

## Становништво
У попису становништва из 2011. године, Мајцни су имали 66 становника.
| Број становника према пописима | Број становника према пописима | Број становника према пописима |
| ------------------------------ | ------------------------------ | ------------------------------ |
| 1991                           | 2002                           | 2011                           |
| 60                             | 73                             | 66                             |